# Campeonato Mundial de Esportes Aquáticos de 2025
O Campeonato Mundial de Esportes Aquáticos de 2025 foi a 22.ª edição do Campeonato Mundial de Esportes Aquáticos, sediado em Singapura, e organizado pela World Aquatics.
Esta também foi a última edição a ser realizada anualmente, o qual já vinha ocorrendo desde Budapeste 2022, devido aos ajustes no calendário por conta da Pandemia de COVID-19, que adiou a edição de Fukuoka para 2023 e a de Doha para 2024. Com isso, o mundial volta ao formato adotado desde 2001, com a sua realização em anos ímpares.

## Processo de candidatura
Inicialmente, Cazã seria a sede dessa edição, sendo eleita junto com Budapeste no dia 21 de julho de 2019, desbancando Melbourne, Belgrado e Greensboro. China e Ucrânia chegaram a anunciar candidaturas, mas não escolheram as cidades para representá-las. No entanto, devido aos impactos da invasão da Ucrânia pela Rússia, iniciada em 2022, Cazã perdeu os direitos de receber essa edição e Singapura foi escolhida para receber o evento no dia 9 de fevereiro de 2023.

## Locais
O Centro Esportivo de Singapura, inaugurado durante os Jogos Olímpicos de Verão da Juventude de 2010 e revitalizado para os Jogos do Sudeste Asiático de 2015, deve receber todas as modalidades, junto com a ilha de Sentosa, que recebe apenas os saltos em grandes alturas, sendo este o único evento não olímpico a ser realizado no torneio.
Até então, as competições de Natação e Natação Artística estavam previstas para acontecer no Estádio Nacional de Singapura e no Estádio Indoor de Singapura, respectivamente. No entanto, a organização decidiu mudar as duas competições em uma arena improvisada no estacionamento G do Estádio Nacional, chamada de Arena do Campeonato Mundial, por questões de viabilidade. O anúncio foi feito em 12 de julho de 2024.
- Arena do Campeonato Mundial (natação e natação artística)
- Centro Aquático OCBC (polo aquático e saltos ornamentais)
- Sentosa (saltos em grandes alturas e maratona aquática)

## Calendário
Foi anunciado em 18 de junho de 2024.
| ● | Cerimônia de abertura | ● | Outras competições | ● | Finais | ● | Cerimônia de encerramento | M | Masculino | F | Feminina |

| Julho/Agosto             | 11 | 12 | 13 | 14 | 15 | 16 | 17 | 18 | 19 | 20 | 21 | 22 | 23 | 24 | 25 | 26 | 27 | 28 | 29 | 30 | 31 | 1  | 2  | 3  | Total |
| ------------------------ | -- | -- | -- | -- | -- | -- | -- | -- | -- | -- | -- | -- | -- | -- | -- | -- | -- | -- | -- | -- | -- | -- | -- | -- | ----- |
| Cerimônias               | ●  |    |    |    |    |    |    |    |    |    |    |    |    |    |    |    |    |    |    |    |    |    |    | ●  | -     |
| Natação                  |    |    |    |    |    |    |    |    |    |    |    |    |    |    |    |    | 4  | 4  | 5  | 5  | 5  | 5  | 6  | 8  | 42    |
| Maratona aquática        |    |    |    |    |    | 2  |    | 2  | 2  | 1  |    |    |    |    |    |    |    |    |    |    |    |    |    |    | 7     |
| Natação artística        |    |    |    |    |    |    |    | ●  | 2  | 1  | 2  | 2  | 1  | 1  | 2  |    |    |    |    |    |    |    |    |    | 11    |
| Saltos ornamentais       |    |    |    |    |    |    |    |    |    |    |    |    |    |    |    | 2  | 2  | 2  | 2  | 1  | 1  | 1  | 1  | 1  | 13    |
| Salto em grandes alturas |    |    |    |    |    |    |    |    |    |    |    |    |    | ●  | ●  | 1  | 1  |    |    |    |    |    |    |    | 2     |
| Polo aquático            | F  | M  | F  | M  | F  | M  | F  | M  | F  | M  | F  | M  | F  | M  |    |    |    |    |    |    |    |    |    |    | 2     |
| Total de Medalhas        |    |    |    |    |    | 2  |    | 2  | 2  | 2  | 2  | 2  | 2  | 2  | 2  | 3  | 7  | 6  | 7  | 6  | 6  | 6  | 7  | 9  | 77    |
| Total Acumulado          |    |    |    |    |    | 2  |    | 4  | 8  | 10 | 12 | 14 | 16 | 18 | 20 | 23 | 30 | 36 | 43 | 49 | 55 | 61 | 68 | 77 | 77    |

## Participantes
Dos 210 membros da World Aquatics, 203 participaram do Campeonato, bem como duas equipes de Atletas Individuais Neutros, representado pelas equipes da Rússia e da Bielorrússia, já que foram excluídas da competição em ocasião das sanções impostas pela Invasão da Ucrânia. A Bielorrússia é representada pelo time A, enquanto que a Rússia é representada pelo time B.
Membros da World Aquatics ausentes: Belize, Etiópia, Ilhas Virgens Britânicas, Libéria, Liechtenstein, Mianmar e Somália.
| - AFG Afeganistão (1) - ALB Albânia (1) - ALG Argélia (3) - ASA Samoa Americana (1) - AND Andorra (3) - ANG Angola (5) - ATG Antígua e Barbuda (4) - ARG Argentina (23) - ARM Armênia (8) - ARU Aruba (6) - NAA Atletas Individuais Neutros A (16) - NAB Atletas Individuais Neutros B (58) - Atletas refugiados (3) - AUS Austrália (93) - AUT Áustria (13) - AZE Azerbaijão (2) - BAH Bahamas (4) - BRN Barém (4) - BAN Bangladesh (2) - BAR Barbados (2) - BEL Bélgica (5) - BLZ Belize (1) - BEN Benim (3) - BER Bermudas (1) - BHU Butão (2) - BOL Bolívia (9) - BIH Bósnia e Herzegovina (2) - BOT Botsuana (3) - BRA Brasil (51) - BRU Brunei (3) - BUR Burquina Fasso (2) - BUL Bulgária (7) - BDI Burundi (2) - CAM Camboja (2) - CMR Camarões (4) - CAN Canadá (65) - CPV Cabo Verde (4) - CAY Ilhas Cayman (2) - CAF República Centro-Africana (1) - CHI Chile (14) - CHN China (96) - TPE Taipé Chinês (15) - COL Colômbia (15) - COM Comores (2) - COK Ilhas Cook (3) - CRC Costa Rica (10) | - CRO Croácia (50) - CUB Cuba (11) - CUR Curaçau (4) - CYP Chipre (4) - CZE Chéquia (15) - COD República Democrática do Congo (2) - DEN Dinamarca (13) - DJI Djibuti (1) - DMA Dominica (1) - DOM República Dominicana (11) - TLS Timor-Leste (2) - ECU Equador (6) - EGY Egito (12) - ESA El Salvador (5) - ERI Eritreia (2) - EST Estônia (6) - SWZ Essuatíni (2) - FRO Ilhas Faroé (4) - FSM Estados Federados da Micronésia (2) - FIJ Fiji (4) - FIN Finlândia (5) - FRA França (49) - GAB Gabão (1) - GAM Gâmbia (2) - GEO Geórgia (11) - GER Alemanha (46) - GHA Gana (4) - GBR Grã-Bretanha (29) - GRE Grécia (62) - Granada (2) - GUM Guam (3) - GUA Guatemala (7) - GUI Guiné (1) - GBS Guiné-Bissau (2) - GUY Guiana (2) - HAI Haiti (2) - HON Honduras (5) - HKG Hong Kong (33) - HUN Hungria (70) - ISL Islândia (5) - IND Índia (20) - INA Indonésia (21) - IRI Irã (2) - IRQ Iraque (2) - IRL Irlanda (13) - ISR Israel (28) - ITA Itália (96) - CIV Costa do Marfim (2) - JAM Jamaica (3) - JPN Japão (82) | - JOR Jordânia (2) - KAZ Cazaquistão (27) - KOS Kosovo (2) - KUW Kuwait (4) - KGZ Quirguistão (2) - LAO Laos (2) - LAT Letônia (3) - LIB Líbano (4) - LES Lesoto (2) - LBA Líbia (2) - LTU Lituânia (13) - LUX Luxemburgo (4) - MAC Macau (10) - MAD Madagascar (4) - MAS Malásia (13) - MAW Malawi (3) - MDV Maldivas (4) - MLI Mali (2) - MLT Malta (4) - MHL Ilhas Marshall (1) - MTN Mauritânia (1) - MRI Maurício (4) - MEX México (38) - MDA Moldávia (3) - MON Mônaco (3) - MGL Mongólia (4) - MNE Montenegro (17) - MAR Marrocos (5) - MOZ Moçambique (4) - NAM Namíbia (6) - NEP Nepal (4) - NED Países Baixos (31) - NZL Nova Zelândia (32) - NIC Nicarágua (2) - NIG Níger (1) - NGR Nigéria (4) - PRK Coreia do Norte (15) - MKD Macedônia do Norte (2) - MNP Marianas Setentrionais (4) - NOR Noruega (8) - OMA Omã (2) - PAK Paquistão (3) - PLW Palau (2) - Palestina (3) - PAN Panamá (4) - PNG Papua-Nova Guiné (4) - PAR Paraguai (4) - PER Peru (9) - PHI Filipinas (4) - POL Polônia (27) - POR Portugal (7) | - PUR Porto Rico (5) - QAT Catar (2) - CGO Congo (2) - ROU Romênia (21) - RWA Ruanda (4) - SKN São Cristóvão e Neves (1) - LCA Santa Lúcia (3) - VIN São Vicente e Granadinas (1) - SMR San Marino (1) - SAM Samoa (4) - KSA Arábia Saudita (4) - SEN Senegal (2) - SRB Sérvia (21) - SEY Seicheles (3) - SLE Serra Leoa (4) - SGP Singapura (69) (Anfitrião) - MAF São Martinho Francês (2) - SLO Eslovênia (22) - SVK Eslováquia (3) - SOL Ilhas Salomão (2) - RSA África do Sul (53) - KOR Coreia do Sul (35) - ESP Espanha (68) - SRI Sri Lanka (7) - SUD Sudão (4) - SUR Suriname (2) - SUI Suíça (16) - SWE Suécia (12) - SYR Síria (2) - TJK Tajiquistão (2) - TAN Tanzânia (2) - THA Tailândia (24) - TOG Togo (2) - TGA Tonga (2) - TTO Trinidad e Tobago (5) - TUN Tunísia (5) - TUR Turquia (9) - TKM Turcomenistão (4) - TCI Turcas e Caicos (2) - UGA Uganda (6) - UKR Ucrânia (26) - UAE Emirados Árabes Unidos (2) - USA Estados Unidos (119) - URU Uruguai (7) - UZB Uzbequistão (8) - VAN Vanuatu (2) - VEN Venezuela (13) - VIE Vietnã (3) - ISV Ilhas Virgens Americanas (2) - YEM Iêmen (1) - ZAM Zâmbia (2) - ZIM Zimbabwe (7) |

## Quadro de medalhas
| Ordem | País                          | Ouro | Prata | Bronze |     |
| 1     | China                         | 15   | 12    | 10     | 37  |
| 2     | Austrália                     | 13   | 7     | 8      | 28  |
| 3     | Estados Unidos                | 10   | 11    | 11     | 32  |
| 4     | Atletas Individuais Neutros B | 6    | 8     | 4      | 182 |
| 5     | Alemanha                      | 6    | 3     | 1      | 10  |
| 6     | Espanha                       | 4    | 3     | 5      | 12  |
| 7     | França                        | 4    | 1     | 5      | 10  |
| 8     | Canadá                        | 4    | 1     | 4      | 9   |
| 9     | Itália                        | 2    | 11    | 6      | 19  |
| 10    | Roménia                       | 2    |       | 1      | 3   |
| 11    | Tunísia                       | 2    |       |        | 2   |
| 12    | Japão                         | 1    | 4     | 3      | 8   |
|       | México                        | 1    | 4     | 3      | 8   |
| 14    | Hungria                       | 1    | 3     | 3      | 7   |
| 15    | Grã-Bretanha                  | 1    | 2     | 2      | 5   |
| 16    | África do Sul                 | 1    | 2     | 1      | 4   |
| 17    | Países Baixos                 | 1    |       | 2      | 3   |
| 18    | Grécia                        | 1    |       | 1      | 2   |
| 19    | Áustria                       | 1    |       |        | 1   |
|       | Lituânia                      | 1    |       |        | 1   |
| 21    | Suíça                         |      | 2     |        | 2   |
| 22    | Atletas Individuais Neutros A |      | 1     | 2      | 31  |
| 23    | Bélgica                       |      | 1     | 1      | 2   |
|       | Coreia do Norte               |      | 1     | 1      | 2   |
| 25    | Polónia                       |      | 1     |        | 1   |
|       | Ucrânia                       |      | 1     |        | 1   |
| 27    | Coreia do Sul                 |      |       | 1      | 1   |
|       | Mónaco                        |      |       | 1      | 1   |
|       | Quirguistão                   |      |       | 1      | 1   |
| Total | Total                         | 79   | 81    | 77     | 237 |

↑  Time A, representado pela Bielorrússia.
↑  Time B, representado pela Rússia.
- O país-sede, no caso, Singapura, não conquistou medalhas nessa edição.